# San Gabriel (Philippinen)
San Gabriel ist eine Stadtgemeinde in der philippinischen Provinz La Union. Im Jahre 2015 zählte sie 18.172 Einwohner. Da die Gemeinde in den Kordilleren liegt, ist das Gelände sehr steil und schwer zu bewirtschaften. Das Gebiet ist auch deswegen dünn besiedelt.
San Gabriel ist in 15 Baranggays aufgeteilt:
- Amontoc
- Apayao
- Balbalayang
- Bayabas
- Bucao
- Bumbuneg
- Daking
- Lacong
- Lipay Este
- Lipay Norte
- Lipay Proper
- Lipay Sur
- Lon-Oy
- Poblacion
- Polipol